# 城西国際大学
城西国際大学（じょうさいこくさいだいがく、英語: Josai International University）は、千葉県東金市求名1番地に本部を置く私立大学。1992年大学設置。大学の略称は城国（じょうこく）、JIU。

## 概観

### 大学全体
千葉県安房郡曽呂村（のちの鴨川市）出身の水田三喜男が創立した学校法人城西大学が運営し、城西大学は姉妹校である。千葉東金キャンパスと紀尾井町キャンパスがある。2022年3月まで鴨川市に安房キャンパスがあった。英称「Josai International University」から「JIU」と略称する。

### 建学の精神 / 教育理念
建学の精神：学問による人間形成
　教育理念：国際社会で生きる人間としての人格形成

### 学風および特色
学生を教員がきめ細かく支援する「アドバイザー制度」を導入し、学生が教員に相談しやすい校風である。
実社会の体験を目的とする教育に注力してインターンシップや海外留学プログラムなどを設ける。大林組・清水建設、富士火災海上保険、高砂熱学工業、ユアテックの寄附講座がある。千葉ロッテマリーンズと提携する。2007年に株式会社ANA総合研究所と航空関連プロジェクトで提携する。2010年からウォルト・ディズニー・ワールド・リゾートで研修を実施する。2010年に日活と包括協定を締結して2011年にメディア学部で映像芸術コースを開設し、日活芸術学院と東京紀尾井町キャンパスで開講する。東京紀尾井町キャンパスに日活撮影所と連携した「城西/日活ポストプロダクションセンター」を併設し、学生実習とテレビや映画作品の編集やMA業務を行う。課外活動で全国大会などに出場する団体もある。基本情報技術者試験 (FE) 午前試験免除制度認定校である。

## 沿革

### 略歴
城西国際大学は、学校法人城西大学により1992年（平成4年）に設立された。開学当初は、経営情報学部経営情報学科と人文学部国際文化学科の2学部2学科で開設された。その後は学部や学科の拡充が相次ぎ、1996年（平成8年）には大学院が設置された。2004年（平成16年）には安房キャンパス（千葉県鴨川市太海1717）が開設された。
また、2005年（平成17年）には東京紀尾井町キャンパスを開設。
2012年（平成24年）に看護学部、2016年（平成28年）には福祉総合学部理学療法学科を開設している。
観光学部のあった安房キャンパスは2022年4月に東金キャンパスに移転した。
千葉県内私立大学最大の学部数を擁する総合大学である。

### 年表
- 1965年 - 学校法人城西大学設立認可
- 1992年 - 城西国際大学開学。経営情報学部経営情報学科、人文学部国際文化学科開設。
- 1996年 - 人文学部福祉文化学科・国際交流学科開設。大学院人文科学研究科国際文化専攻・女性学専攻修士課程開設。
- 1998年 - 大学院人文科学研究科比較文化専攻博士後期課程開設。経営情報学研究科起業マネジメント専攻修士課程開設。留学生別科日本文化専修課程・日本語専修課程開設
- 1999年 - 経営情報学部国際経営学科・福祉環境情報学科開設[7]
- 2000年 - 大学院経営情報学研究科起業マネジメント専攻博士後期課程開設
- 2001年 - 経営情報学部サービス経営システム学科、人文学部メディア文化学科開設。留学生別科ビジネス・情報専修課程開設。
- 2002年 - 大学院人文科学研究科福祉社会専攻・国際アドミニストレーション専攻修士課程開設
- 2004年 - 薬学部医療薬学科開設。福祉総合学部福祉文化学科・福祉経営学科開設（人文学部福祉文化学科、経営情報学部福祉環境情報学科)。かずさ創薬研究センター開設。鋸南セミナーハウス開設。JOSAI安房ラーニングセンター開設。JIU安房ラーニングセンター開設。
- 2005年 - 東京紀尾井町キャンパス開設（1月）。経営情報学部総合経営学科開設（経営情報学部経営情報学科・国際経営学科・サービス経営システム学科の統合による）。メディア学部メディア情報学科開設（人文学部メディア情報学科の改組による）。大学院ビジネスデザイン研究科ビジネスデザイン専攻修士課程開設。大学院福祉総合学研究科福祉社会専攻修士課程開設。学校法人城西大学城西国際大学薬草園付設。
- 2006年 - 安房キャンパス開設。観光学部ウェルネスツーリズム学科開設。薬学部医療薬学科（6年制）開設。シニア・ウェルネス大学開学（シニア層向けコース）。
- 2007年 - 福祉総合学部福祉総合学科開設（福祉総合学部福祉文化学科・福祉経営学科を統合）
- 2008年 - 2月15日に幕張キャンパス開設。人文学部を国際人文学部に改称。
- 2010年 - 環境社会学部環境社会学科開設
- 2011年 - メディア学部メディア情報学科にクロスメディアコースと映像芸術コースを開設。福祉総合学部子ども福祉コースに幼稚園教諭一種免許取得課程開設。
- 2012年 - 看護学部看護学科開設。大学院薬学研究科医療薬学専攻博士課程開設。
- 2014年 - 幕張キャンパスが閉鎖
- 2016年 - 福祉総合学部理学療法学科開設
- 2019年 - 観光学部のウェルネスツーリズム学科を観光学科に改称
- 2020年 - 4月にメディア学部メディア情報学科のクロスメディアコースをニューメディアコースに改称
- 2022年 - 安房キャンパスを閉鎖して東金市に機能を移転[8]
- 2025年 - 健康科学部を開設予定

## 基礎データ

### 所在地
- 千葉東金キャンパス（千葉県東金市求名1番地）
- 東京紀尾井町キャンパス（東京都千代田区紀尾井町3-26）

## 教育および研究

### 組織

#### 学部
- 経営情報学部
  - 総合経営学科
    - グローバル経営情報コース（東京）
    - 総合経営コース（東金）
    - 教職課程、スポーツ実技科目は東金のみ
- 国際人文学部（東金）
  - 国際文化学科
    - 国際文化コース
    - 韓国語コース

  - 国際交流学科
    - 国際関係・国際交流コース
    - 国際コミュニケーションコース
- 福祉総合学部（東金）
  - 福祉総合学科
    - 社会福祉コース
    - 子ども福祉コース
    - 介護福祉コース（2022年4月学生募集停止）
    - 福祉行政コース（2021年4月に新設）
    - 福祉マネジメントコース

  - 理学療法学科
- 健康科学部 （2025年4月開設予定）
  - 看護学科
  - 理学療法学科
  - 医療薬学科
  - 福祉総合学科
- 薬学部（東金）
  - 医療薬学科
- メディア学部
  - メディア情報学科
    - 映像芸術コース（東京）
    - ニューメディアコース（東金）
- 観光学部（東金）
  - 観光学科
- 看護学部（東金）
  - 看護学科

#### 大学院
- 人文科学研究科
  - 女性学専攻（修士課程、東金・東京選択可）
  - 国際文化専攻（修士課程、東金）
  - グローバルコミュニケーション専攻（修士課程、東京）
  - 比較文化専攻（博士後期課程、東金・東京選択可）
- 経営情報学研究科
  - 起業マネジメント専攻（修士課程・博士後期課程、東金）
    - 中小企業診断士登録養成課程（修士課程、東京）
- 福祉総合学研究科（東金・東京選択）
  - 福祉社会専攻（修士課程）
- ビジネスデザイン研究科（東京）
  - ビジネスデザイン専攻（修士課程）
- 薬学研究科（東金）
  - 医療薬学専攻（博士課程）
- 国際アドミニストレーション研究科（東京）
  - 国際アドミニストレーション専攻（修士課程）
- 健康科学研究科（東金）

#### 別科
- 留学生別科（東金）
  - 日本文化専修課程
  - 日本語専修課程

かつては以下の専修課程であった。
- 留学生別科
  - 日本文化・ビジネス専修課程
  - 日本語専修課程

#### 附属機関
- 水田記念図書館
- 水田美術館
- 国際教育センター
- ジェンダー・女性学研究所
- 語学教育センター
- 福祉教育センター
- 情報科学研究センター
- 留学生センター
- キャリア形成・就職センター
- 日本研究センター
- 地域連携推進センター
- 城西国際大学薬草園（千葉県大多喜町の薬用植物園。2015年閉園。城西大学薬用植物園も参照。）

## 学生生活

### 部活動・クラブ活動・サークル活動
- サーフィン部 - 全日本大学サーフィン選手権大会で通算24回優勝。プロサーフィン選手を輩出する。
- 女子駅伝部 - 全日本大学女子駅伝対校選手権大会において通算4回シード権獲得（2010年1月現在）。
- 少林寺拳法部 - 2009年第43回少林寺拳法全日本学生大会で、女子二段の部と男子初段の部で1位となる。
- 硬式野球部 - 千葉県大学野球連盟1部所属。「横浜市長杯争奪 第15回関東地区大学野球選手権大会」で初優勝し、「第50回記念明治神宮野球大会」で準決勝へ進出する。2021年3月に佐藤孝治が監督に就く。
- 軟式野球部 - 全日本大学軟式野球選手権大会で、2006年から3年連続決勝へ進出して優勝1回、準優勝2回となる。
- 軟式野球部（観光学部）－2010年に安房キャンパスに創部。2019年に「第40回東日本大学軟式野球選手権大会」で優勝。
- 女子ソフトボール部 - 関東地区1部に所属し、全日本大学女子ソフトボール選手権大会へ2008年と2016年に出場する。
- 剣道部 - 全国学生剣道選手権大会（個人）、全日本学生剣道優勝大会（団体）に出場する。全日本都道府県対抗剣道大会、全日本女子剣道選手権大会出場者を輩出する。
- 柔道部 - 全日本学生柔道優勝大会女子3人制に8回連続出場。
- 吹奏楽団 - 2006年アンサンブルコンテスト・2007年吹奏楽コンクールで、千葉県代表として東関東吹奏楽コンクールに連続出場する。2008年に第56回全日本吹奏楽コンクールへ出場する。
- サッカー部 - 2017年に福井哲が監督に就く。また徳元悠平などのJリーグ選手を多数輩出している。

## 大学関係者と組織

### 大学関係者一覧
- 城西国際大学の人物一覧

## 施設

### キャンパス

#### 千葉東金キャンパス
- 学部：薬学部、福祉総合学部、経営情報学部、メディア学部（ニューメディアコース）、国際人文学部、環境社会学部、看護学部
- 研究科：大学院人文科学研究科、経営情報学研究科、福祉総合学研究科、薬学研究科
- 最寄駅：求名駅
- シャトルバス（有料）:東京駅、横浜駅、西船橋駅、成田駅、木更津駅、蘇我駅、千葉駅、京成成田駅などから運行

#### 東京紀尾井町キャンパス

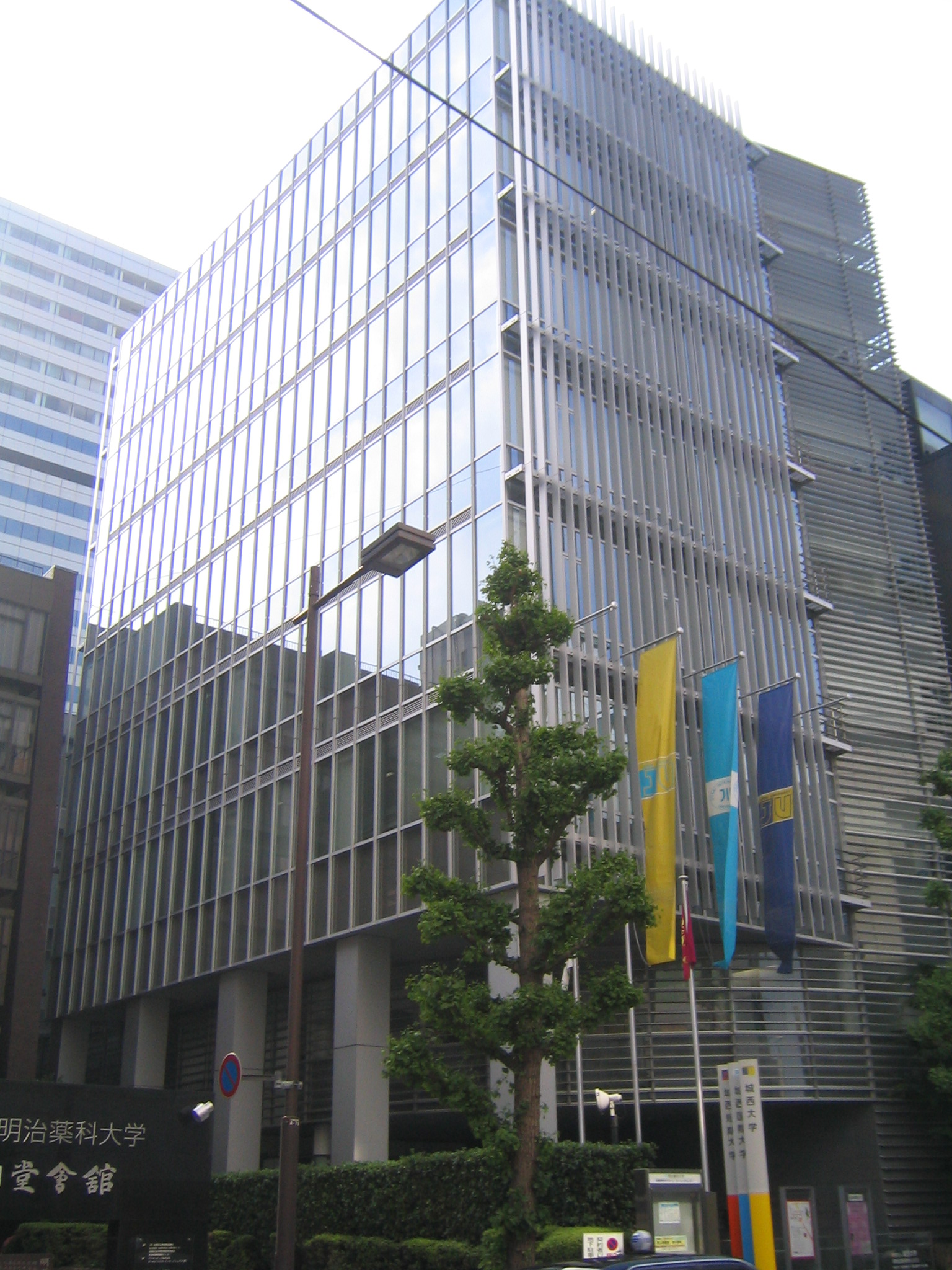
東京紀尾井町キャンパス

- 学部：経営情報学部、メディア学部（映像芸術コース）
- 研究科：大学院人文科学研究科、ビジネスデザイン研究科、福祉総合学研究科、国際アドミニストレーション研究科
- 最寄駅：麹町駅・半蔵門駅・永田町駅・赤坂見附駅・四ツ谷駅
- 2022年には、新2号棟が竣工した（東京紀尾井町キャンパスには教室・事務棟が１～５号棟の５つある）。
- キャンパスには姉妹校である、城西大学理学部数学科および両大学の大学院、城西短期大学の学生も学んでいる。

### 過去に存在したキャンパス

#### 安房キャンパス
- 学部：観光学部
- 最寄駅：安房鴨川駅と太海駅のほぼ中間地点
- シャトルバス（有料）：木更津駅・君津バスターミナルから運行していた。
- 2006年4月、鴨川市が87億8800万円をかけて整備した土地を大学側に無償譲渡。
- 2021年1月12日、城西国際大学と鴨川市が安房キャンパス閉鎖に伴う基本協定を締結。協定では大学側が鴨川市の承諾を得ないで土地や施設を第三者に譲渡しないことで合意し、市への土地返還に向けての協議が開始[8]。
- 2022年4月、安房キャンパスが千葉東金キャンパスに機能を移転し、閉鎖[8]。
- 2024年12月、鴨川市と学校法人城西大学は同大学との間で連携協定を結んでいる学校法人日本航空学園に跡地を貸与する方向で基本協定を締結。早くて2025年4月に日本航空高校通信制のサテライトキャンパスを開校する予定としている[10][11]。

#### 幕張キャンパス (幕張メディアスタジオ)
- 当時の所在地：住友ケミカルエンジニアリングセンタービル22階
- 学部：メディア学部、国際人文学部国際文化学科
- 2014年2月28日、千葉東金キャンパスと東京紀尾井町キャンパスの施設充実に伴い閉鎖。

## 対外関係

### 他大学との協定

#### 国内
- 放送大学[広報 1]

#### 国外
秋入学も実施しており、海外大学との交流が盛んである。
- カリフォルニア大学リバーサイド校(UCR)（アメリカ）
- カリフォルニア州立大学ロングビーチ校（アメリカ）
- リバーサイドコミュニティカレッジ（アメリカ）
- カリフォルニア大学ロサンゼルス校（アメリカ）
- ニューヨーク州立大学ストーニーブルック校（アメリカ）
- ウェスタンミシガン大学（アメリカ）
- テネシー大学（アメリカ）
- スペルマンカレッジ（アメリカ）
- マリアン大学（アメリカ）
- ハワイ大学ヒロ校（アメリカ）
- ハワイ大学マノア校（アメリカ）
- リーワード・コミュニティカレッジ（アメリカ）
- カピオラニ・コミュニティカレッジ（アメリカ）
- カモーソン・カレッジ（カナダ）
- セントメアリーズ大学（カナダ）
- アルバータ大学（カナダ）
- チャールズ・スタート大学（オーストラリア）
- ジェームズクック大学（オーストラリア）
- シドニー工科大学（オーストラリア）
- リール・カソリック大学（フランス）
- IESEG経営大学院（フランス）
- パリ・エスト・クレテイユ大学（フランス）
- バース・スパ大学（イギリス）
- ノッティンガム大学（イギリス）
- エセックス大学（イギリス）
- リムリック大学（アイルランド）
- バルセロナ自治大学（スペイン）
- ケルン大学（ドイツ）
- バジリカータ大学（イタリア）
- ブダペスト商科大学（ハンガリー）
- セント・イシュトバン大学（ハンガリー）
- エロヴェシュ・ロラーンド大学（ハンガリー）
- ニーレジハーザ大学（ハンガリー）
- カーロリガシュパール大学（ハンガリー）
- ブダペスト・コルヴィヌス大学（ハンガリー）
- ゼンメルヴィナス大学（ハンガリー）
- セゲド大学（ハンガリー）
- デブレツェン大学（ハンガリー）
- コメニウス大学（スロバキア）
- プレショフ大学（スロバキア）
- ワルシャワ大学（ポーランド）
- ワルシャワ経済大学（ポーランド）
- ウッチ大学（ポーランド）
- ポーランド日本情報工科大学（ポーランド）
- プラハ経済大学（チェコ）
- マサリク大学（チェコ）
- カレル大学（チェコ）
- サウスウエスト大学（ブルガリア）
- ノヴァ・ゴリツァ大学（スロベニア）
- プリモルスカ大学（スロベニア）
- オスロ大学（ノルウェー）
- ベルゲン大学（ノルウェー）
- 北カレリア応用科学大学（フィンランド）
- ミコラス・ロメリス大学（リトアニア）
- 首都師範大学（中国）
- 中国伝媒大学（中国）
- 北方工業大学（中国）
- 北京電影学院（中国）
- 北京外国語大学（中国）
- 大連理工大学（中国）
- 大連理工大学城市学院（中国）
- 大連外国語大学（中国）
- 大連海事大学（中国）
- 天津外国語学院（中国）
- 西安外国語大学（中国）
- 華南師範大学（中国）
- 中山大学嶺南学院（中国）
- 五邑大学（中国）
- 広州市旅遊商貿職業学校（中国）
- 広東女子職業技術学院（中国）
- 淡江大学（台湾）
- 真理大学（台湾）
- 育達科技大学（台湾）
- 国立高雄餐旅大学（台湾）
- 東西大学校（韓国）
- 建陽大学校（韓国）
- 梨花女子大学校（韓国）
- 韓国外国語大学校（韓国）
- 西江大学校（韓国）
- 京東大学校（韓国）
- 韓南大学校（韓国）
- トリブヴァン大学（ネパール）
- カトマンズ大学（ネパール）
- ダッフォディル国際大学（バングラデシュ）
- ヤンゴン外国語大学（ミャンマー）
- バンコク大学（タイ）
- ランシット大学（タイ）
- 泰日工業大学（タイ）
- サイアム大学（タイ）
- ワライラック大学（タイ）
- チュラロンコン大学（タイ）
- 東アジア大学（タイ）
- タクシン大学（タイ）
- シンビオシス国際大学（インド）
- 貿易大学（ベトナム）
- ホーチミン市工業大学（ベトナム）
- ホーチミン市技術師範大学（ベトナム）
- ホーチミン市交通大学（ベトナム）
- ベトナム国家大学ホーチミン市校（ベトナム）
- アテネオ・デ・マニラ大学（フィリピン）
- サン・カルロス大学（フィリピン）
- マネジメント＆サイエンス大学（マレーシア）
- トゥンク・アブドゥル・ラーマン大学（マレーシア）
- マレーシア・プルリス大学（マレーシア）
- マラ工科大学（マレーシア）
- マレーシア工科大学（マレーシア）
- ペトラ・クリスチャン大学（インドネシア）
- バンドン工科大学（インドネシア）
- スラバァ大学（インドネシア）
- ブスティマ大学（ウガンダ）

### 姉妹校
- 城西大学
- 城西短期大学

#### 広報資料・プレスリリースなど一次資料
1. ↑  放送大学　平成28年度　単位互換案内